# Enric Oteteleșanu
Enric Oteteleșanu a fost un om politic român, care a îndeplinit funcția de subsecretar de Stat pe lângă Departamentul Culturii Naționale și al Cultelor pentru Școli (27 ianuarie - 4 decembrie 1941) în guvernul Ion Antonescu (3).

## Decorații
- Ordinul „Coroana României” în gradul de Mare Ofițer (7 noiembrie 1941)[1]